# Enid (nome)
Enid  è un nome proprio di persona gallese femminile.

## Varianti
- Femminili: Enide[2]

## Origine e diffusione

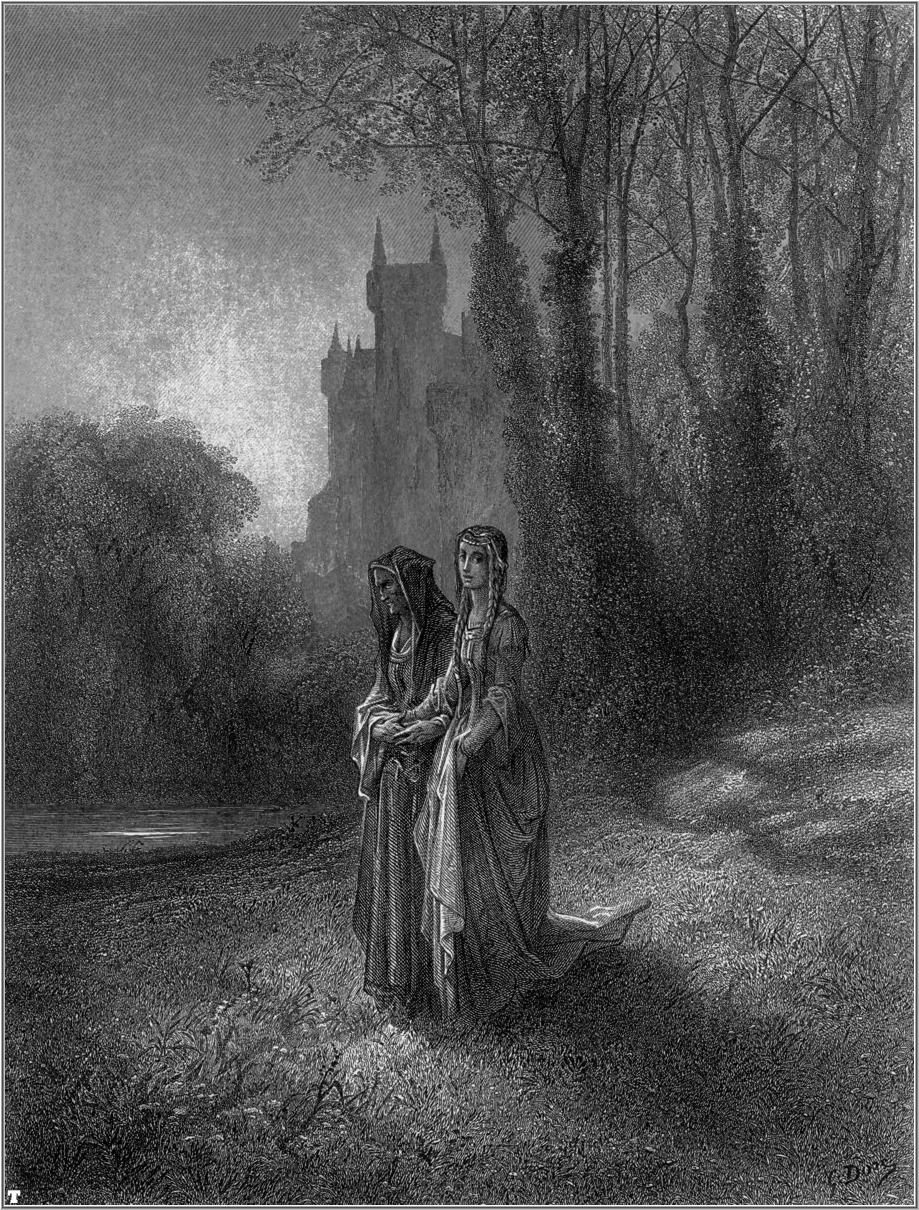
Enid e sua madre in un'illustrazione di Gustave Doré per gli Idilli del re

Riprende il nome di Enid o Enide, un personaggio delle leggende arturiane apparso per la prima volta in Erec e Enide di Chrétien de Troyes, e poi in Geraint e Enid, uno dei tre romanzi gallesi; la sua diffusione aumentò dopo la pubblicazione, nel 1859, del poema Enid di Alfred Tennyson (incluso negli Idilli del re).
L'etimologia del nome non è del tutto certa; generalmente viene ricondotto al vocabolo medio gallese enaid, che significa "purezza", "anima" e "vita".

## Onomastico
Il nome è adespota, cioè non ha santa patrona; l'onomastico si può il 1º novembre, giorno di Ognissanti.

## Persone

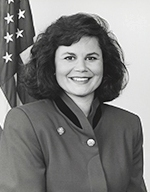
Enid Greene

- Enid Bagnold, scrittrice e drammaturga britannica
- Enid Bennett, attrice australiana
- Enid Blyton, scrittrice britannica
- Enid Greene, politica e avvocata statunitense
- Enid Markey, attrice statunitense

## Il nome nelle arti
- Erec e Enide è un poema di Chrétien de Troyes.
- Enid è un personaggio della sesta stagione della serie televisiva The Walking Dead.
- Enid Arden è un personaggio del film del 1919 Two Women, diretto da Ralph Ince.
- Enid Drayton è un personaggio del film del 1919 The Dub, diretto da James Cruze.
- Enid Durnley è un personaggio del film del 1968 I nervi a pezzi, diretto da Roy Boulting.
- Enid Frick è un personaggio della serie televisiva Sex and the City.
- Enid Jason è un personaggio del film del 1972 Racconti dalla tomba, diretto da Freddie Francis.
- Enid Keese è un personaggio del film del 1981 I vicini di casa, diretto da John G. Avildsen.
- Enid Markham è un personaggio del serial The Eagle's Talons.
- Enid Marshall è un personaggio del telefilm La valle delle bambole.
- Enid Nightshade è un personaggio della serie televisiva Scuola di streghe.
- Enid Rucker Blakeslee è un personaggio del film del 1989 La straniera, diretto da Joan Tewkesbury.
- Enid Sinclair è un personaggio della serie televisiva Mercoledì.